# PlayStation TV
PlayStation TV, in Japan und Asien PlayStation Vita TV oder PS Vita TV genannt, ist eine stationäre Mikrokonsole des japanischen Multimediakonzerns Sony und dessen PlayStation-Konsolenmarke. Sie basiert auf der gleichen Technik und Software wie die mobile Spielekonsole PlayStation Vita, insgesamt ist sie zu über 100 Spielen der Vita kompatibel. Durch die gleiche Technik kann sie aber auch ausgewählte Spiele des Vita-Vorgängers PlayStation Portable und der ersten stationären PlayStation-Konsole abspielen. Als weiteres Verkaufsargument wurde die Möglichkeit des Streamens und Weiterspielens von Inhalten einer PlayStation 3 und PlayStation 4 auf der PlayStation TV beworben. In Japan wurde sie am 14. November 2013 veröffentlicht, in Nordamerika am 14. Oktober 2014 und in Europa erschien sie am 14. November 2014. Gegen Ende 2015 wurde der Vertrieb in Nordamerika und Europa, Anfang 2016 auch in Japan wieder eingestellt.

## Beschreibung
Die Konsole besitzt einen Vierkernprozessor des Typs Cortex-A9 MPCore von ARM und als Grafikchip einen PowerVR SGX543MP4+, 512 MB RAM, 128 MB VRAM sowie einen internen Speicher von 1 GB. Das Gerät akzeptiert zudem PS Vita Memory Cards mit 4, 8, 16, 32 oder 64 GB. Die Konsole wird per HDMI-Schnittstelle an den Fernseher angeschlossen. Aufgrund der Hardware-Unterschiede zwischen PlayStation TV und PlayStation Vita sind nicht alle Vita-Spiele kompatibel, beispielsweise solche, die Mikrofon, Kamera oder Bewegungssensoren nutzen. Zusätzlich konnten Titel über PlayStation Now gestreamt werden. Zum 15. August 2017 stellte Sony die Unterstützung des PlayStation-Now-Diensts auf dem PlayStation TV und anderen Geräten wie Sony Bravia Fernseher, PlayStation 3 und Sony Blu-ray-Player ein.
Die PlayStation TV wurde als Wohnzimmer-Variante der PlayStation Vita und Set-Top-Box für Onlinemedien wahrgenommen.

## Veröffentlichung
PlayStation TV erschien am 14. November 2013 in Japan. Die Konsole selbst kostete 9954 Yen mit Steuern und eine Bundle-Version mit einer 8-GB-Speicherkarte und einem DualShock-3-Controller 14.994 Yen. Auf der E3 2014 wurde die Konsole unter dem Titel PlayStation TV für Europa und Nordamerika angekündigt. In den USA erschien das Gerät am 14. Oktober 2014 zu einem Einstiegspreis von 99 US-Dollar für die Standardausführung ohne Controller und für 140 Dollar in einer Ausführung einschließlich eines PS3-Controllers, einer 8 GB PS-Vita-Memorycard und dem PS-Vita-Spiel The Lego Movie Video Game bzw. Sly Cooper: Thieves In Time (Walmart-Sonderaktion). In Europa kam die Minikonsole exakt einen Monat später am 14. November 2014 in den Handel, In Deutschland für einen Einstiegspreis von 100 € ohne Controller.
Bereits nach rund einem Jahr wurde der Vertrieb der PlayStation TV in Nordamerika und Europa zum Ende des Jahres 2015 eingestellt. Lediglich in Asien wurde die Auslieferung fortgeführt. In dem Zeitraum seit Einführung hatte sich der Preis der Konsole mehr als halbiert. Ähnliches galt für den deutschen Markt. Im Februar 2016 wurde der Auslieferungsstopp auch für Japan bekannt gegeben.

## Rezeption
Im Vorfeld der Veröffentlichung waren die Pressestimmen positiv. IGN bezeichnete die PSTV mit ihrem Remote Streaming als womöglich Sonys interessante Produktneuerung.
Die Reaktionen nach Verkaufsstart waren dagegen durchwachsen. Die Computer Bild Spiele bemängelte, dass die Konsole in puncto Bildqualität nur mit geringerer Auflösung und deutlich weniger kontrastreich arbeite. Das gelte auch für Streams von der deutlich leistungsfähigeren PlayStation 4. Zwar klappe das Streaming auf ein anderes Endgerät ohne deutliche Aussetzer, sei in vielen Fällen aber auch mit einfachen Mitteln zu einem deutlich geringeren Preis möglich. Ebenfalls enttäuscht äußerten sich die Redakteure über die reduzierte Spieleauswahl aus dem Vita-Portfolio, da der PSTV das rückseitige Touchpads der Vita fehlt. Laut Red Bull sei das Streamen über WLAN jedoch kaum möglich wegen Darstellungsfehlern, niedriger Bildfrequenz und Verzögerungen bei der Eingabesteuerung. Nur im kabelbetriebenen Netzwerk zeige die PSTV eine tolle, wenngleich qualitativ reduzierte Leistung. Dass einige der bestbewerteten Vita-Spiele wie Uncharted: Golden Abyss, Wipeout 2048, Gravity Rush oder Tearaway nicht lauffähig sind, wurde enttäuschend aufgenommen. Die GamePro bemängelte, dass die auf Touchbedienung ausgelegte Benutzeroberfläche ohne nutzerfreundliche Anpassung an die Controllersteuerung der PSTV nahezu identisch übernommen wurde. Insgesamt wirke die PlayStation TV unfertig und könne in keinem Einsatzgebiet entscheidend punkten.
Der Erfolg blieb weitgehend aus. Für Sony-Manager Shuhei Yoshida konnte die Konsole in keinem ihrer Einsatzbereiche beim Kunden überzeugen. In puncto Qualität habe sie weder mit einer stationären Spielekonsole noch mit Set-Top-Boxen für reine Streaming-Angebote konkurrieren können. Hinzu kam der Misserfolg der PlayStation Vita, deren Mangel an Vorzeigespielen auf die PlayStation TV durchschlug. Dadurch sei ihr Nutzen für den Konsumente schwer zu erklären gewesen.